# 小屋入り
小屋入り（こやいり）とは、演劇などの公演を行う際に、公演直前・公演中の主に劇場で活動する期間のことである。演劇に携わる者の間では劇場を「小屋」と称することが多いため一般にこのように呼ばれる。多目的ホールなどを使用する際にはホール入りとも称する。

## 概要
演劇の公演を行うためには、俳優・スタッフともに多大な準備を必要とする。その中には、実際に公演を行う劇場においてしか行うことができない作業も少なくない。そのような作業を行うのが小屋入りと呼ばれる期間である。公演の規模にもよるが、公演期間+数日を要するのが一般的である。
初日の幕が開くまでの期間は、劇場の使用料は発生するが入場料収入は発生しないため、なるべく短い時間で必要な作業をすべて行わなければならない。それぞれの参加者の作業の手際のよさはもちろん必要だが、全体の進行を管理する舞台監督の腕の見せ所でもある。

## おおまかな流れ
劇団によって形態は異なるが、ここでは一般的と思われる内容について簡潔に述べる。

### 仕込み
小屋入り初日に最初に行われる作業は、舞台の設営である。舞台上に大道具を設置しなければ、俳優の稽古も、照明や音響の調整も不可能である。フラットスペース型の劇場の場合では、それ以前に舞台や客席自体を設営することから始まる。おおまかにでも舞台ができなければ何もできないため、俳優も含めて総出で作業することも珍しくない。舞台が概ね出来上がってからは、照明用の灯体や音響用のスピーカーの設置を行う。ここまでは全員による一日がかりの作業である。

### 場当たり
舞台・照明・音響が一通り設営されてからは、場当たり稽古を行うことになる。すなわち、稽古場とは違う実際の劇場における演技を練習するとともに、それまではあまり入れられていなかった照明・音響と合わせての演技の練習をするのである。照明や音響のオペレーターの練習という部分も含まれている。「概要」節で述べたとおり、小屋入りしてから開演するまでの間は短い期間しかないので、役者の演技自体に対して稽古をつける時間はほとんどないこともしばしばある。

### 折り込み
当日に配布されるパンフレットには、他の劇団の公演のチラシが折り込まれていることが多い。この折り込みを受け付けるのも小屋入り中である。制作が事前に他劇団の制作と連絡を取り、時間を区切って受け付ける。折り込みに行く側は、公演祝いの酒を持参するのが礼儀である。折り込みの際の作業の方式には大きくわけると2つの方式がある。関東式では折り込みに来た人が自分で自劇団のチラシをパンフレットに折り込んでいき、関西式では折り込みに来た人全員が順に並んで一枚ずつ取ることで束を作りそれをまとめて折り込む。

### ゲネプロ
公演初日の前日、あるいは初日の早い時間にはゲネプロを行う。俳優・スタッフともすべてを本番と同様の状態にしての通し稽古である。一通りの段取りを確認する最後の機会であり、段取りに関わる部分や役者の演技はこのときまでに完全に詰めておかなくてはならない。

### 公演期間中
すべての準備は初日の公演を目指して行われるので、初日の幕が開くことでとりあえず小屋入りは一段落する。しかし、本来は初日までにすべてを完成させておくのが望ましいが、短い小屋入りゆえ手が回りきらないことも少なくない。それゆえ役者もスタッフも、公演期間中にもさらに完成度を上げる作業をすることになる。観劇に慣れている人はこのような事情を知っているため公演期間の後半に観劇することも多いが、逆に劇団側も初日の入場料を割引するなどしてバランスをとっている。公演期間が長期にわたる場合は、途中で休養のための休演日を設けることもある。

### バラシ
千秋楽の公演が終わり、最後の客が劇場から出た瞬間から撤収作業が開始する。撤収作業はその日の夜の数時間で終わらせるようにすることが一般的である。公演が終わった劇団が無駄に長く劇場を占有すれば、劇場側からすればその分次の劇団を入れることができなくなるし、劇団側からすれば無駄に劇場使用料が発生するからである。バラシ作業はとにかく時間との戦いとなる。舞台の解体・物品の搬出など、さまざまな作業を同時進行で終わらせなくてはならない。そのためスタッフ間では公演期間中から事前の打ち合わせを綿密に行う。すべての物品を搬出し、清掃まで済ませれば、小屋入り期間は終わりである。